# Kòkino
Kòkino és un jaciment arqueològic de l'edat del bronze a la República de Macedònia del Nord, situat aproximadament a 30 km de la ciutat de Kumànovo, i a uns 6 km de la frontera amb Sèrbia, al municipi de Staro Nagoričane. Està situat entre uns 1010 i 1030 m sobre el nivell del mar al cim del Tatićev Kamen (Татиќев камен) i cobreix una superfície d'uns 90 per 50 metres, amb vista al llogaret homònim de Kòkino.
Va ser descobert per l'arqueòloga Jovica Stankovski, directora del museu nacional de Kumànovo, l'any 2001. El 2002, Stankovski juntament amb Gorje Cenev (que és el cap d'un planetari en un Centre Cultural Juvenil de Skopje) van publicar que hi havia un "observatori megalític i lloc sagrat" (мегалитска опсерваторија и свететилиш).

## Descripció
El jaciment arqueològic de Kòkino cobreix unes 30 hectàrees. Les troballes arqueològiques més antigues daten aproximadament del segle XIX aC, corresponents a la primera edat del bronze europea. Presenta indicis d'ocupació per al període dels segles XIX al VII aC. Les troballes de l'edat del bronze mitjà (s. XVI-XIV aC) són les més nombroses (principalment recipients de ceràmica, molins de pedra, uns motlles i un penjoll). L'any 2009 es va descobrir una aglomeració de l'edat del ferro. Les restes de vaixells plens d'ofrenes es van trobar dipositats en esquerdes de les roques, fet que va donar lloc a la interpretació del lloc com una "muntanya santa".
L'"observatori megalític" de Kòkino s'ha de distingir del jaciment arqueològic més ampli de Kòkino. El jaciment arqueoastronòmic reivindicat té una superfície combinada d'uns 5.000 metres quadrats i consta de dues plataformes amb un desnivell de 19 metres. La reclamació del lloc que representa un observatori astronòmic va ser feta per Stankovski i per Gjore Cenev el 2002. Segons aquesta interpretació, el lloc inclou marcadors de pedra especials utilitzats per seguir el moviment del Sol i la Lluna a l'horitzó oriental. L'observatori va utilitzar el mètode de l'observació estacionària, marcant les posicions del Sol al solstici d'hivern i d'estiu, així com a l'equinocci. Quatre seients de pedra o "trons" estan en fila a la plataforma inferior. Segons Cenev, un bloc de pedra amb una marca a la plataforma superior marca la direcció de la sortida del sol al solstici d'estiu quan es veu des d'un dels seients. Kòkino va ser esmentat breument en un pòster fet pel "Sun-Earth Connection Education Forum" de la NASA l'any 2005, encara que en una enquesta recent d'antics "observatoris", el lloc de Kòkino es va descriure com "un cas particularment problemàtic".
L'Oficina de Protecció del Patrimoni Cultural del Ministeri de Cultura de Macedònia va declarar el lloc "propietat sota protecció temporal" el 13 de novembre de 2008 (Decisió núm. 08-1935/6). El 2009, la ministra de Cultura, Elizabeta Kancheska-Milevska, va declarar Kòkino "una de les prioritats del programa 2009 del Ministeri de Cultura". El 2009, la República de Macedònia també va suggerir que el lloc s'inscrigués a la llista de Patrimoni de la Humanitat de la UNESCO. Després de la seva nominació formal l'any 2011 per a la seva inclusió a la Llista del Patrimoni Mundial, el dossier de nominació del lloc de Kòkino va ser rebutjat perquè els possibles punts d'observació i marcadors podrien indicar una alineació astronòmica per casualitat.